# Sankt Johann (Mainz-Bingen)
Sankt Johann é um município da Alemanha localizado no distrito de Mainz-Bingen, estado da Renânia-Palatinado.
Pertence ao Verbandsgemeinde de Sprendlingen-Gensingen.